# Коломбе-ле-Дёз-Эглиз
Коломбе́-ле-Дёз-Эгли́з (фр. Colombey les Deux Églises) — коммуна департамента Верхняя Марна на северо-востоке Франции.
Муниципалитет Коломбе-ле-Дёз-Эглиз был создан по решению администрации в 1793 году и стал частью округа Шомон и кантона Блез. В 1801 году перешёл в состав кантона Жузеннкур  с названием Коломбе. В 1972 году в состав Коломбе-ле-Дёз-Эглиз вошли Аржёнтолль (Argentolles), Бьерна (Biernes), Блез, Шамкур (Champcourt), Аррикур (Harricourt), Прац (Pratz) и Лявилльнюв-о-Фрэн (Lavilleneuve-aux-Fresnes). 1 января 2017 года в состав Коломбе-ле-Дёз-Эглиз вошла коммуна Ламот-ан-Блейзи.

## Шарль де Голль
Коломбе получил известность как дом и место захоронения государственного деятеля генерала Шарля де Голля, который приобрёл элитную недвижимость на юго-западной окраине деревни в 1934 году. Де Голль часто посещал Коломбе когда удача в политике от него отворачивалась: в начале основания Четвёртой республики в 1946 году, а потом между 1953 и 1958 годами, до того, как он стал президентом на волне Алжирского кризиса. Его последний переезд в Коломбе произошёл в 1969 году, где он умер в следующем году. «Коломбе» стал использоваться как политическая метафора для политиков, которые временно уходили из политической жизни, пока страна их снова не призовёт.
Де Голль был захоронен на кладбище в Коломбе, под скромным надгробием с надписью «Шарль де Голль 1890—1970». Кроме того, на западном въезде в деревню был построен Лотарингский крест высотой в 44,3 м, тем самым увековечивший выдающуюся роль Шарля де Голля во время войны как командира Свободных французских сил. Памятный музей был открыт в октябре 2008 года Николя Саркози и Ангелой Меркель. Этот совместный франко-немецкий акт ознаменовал пятидесятую годовщину переговоров в Коломбе, состоявшихся 14 сентября 1958 года между Шарлем де Голлем и Конрадом Аденауэром, как часть процесса послевоенного примирения.

## География
Через всю коммуну протекает река Блез.